# Elophila melagynalis
Elophila melagynalis is een vlinder uit de familie van de grasmotten (Crambidae), uit de onderfamilie van de Acentropinae. De wetenschappelijke naam van deze soort is voor het eerst gepubliceerd in 1978 door David John Lawrence Agassiz.
De soort komt voor in Sierra Leone, Kenia, Tanzania, Réunion, Sri Lanka, Thailand, Indonesië en Japan.